# Cardiopatía congénita
El término cardiopatía congénita se utiliza para describir las alteraciones del corazón y los grandes vasos que se originan antes del nacimiento. La mayoría de estos procesos se deben a un desarrollo defectuoso del embrión durante el embarazo, cuando se forman las estructuras cardiovasculares principales. Las alteraciones más graves pueden ser incompatibles con la vida intrauterina, pero hay muchas que se hacen evidentes solo después del nacimiento. A nivel mundial, se estima que se presentan entre 8  y 10 casos por cada 1000 nacimientos. 
La medicina del siglo XXI dispone de la tecnología para detectar la mayoría de estas malformaciones congénitas antes del nacimiento, aunque todavía con ciertas limitaciones.

## Introducción
Los términos congénito y hereditario no son sinónimos: todas las enfermedades hereditarias son congénitas, pero no todas las enfermedades congénitas son hereditarias.
Algunas producen manifestaciones poco después de nacer, a menudo relacionadas con el paso de la circulación fetal a la postnatal (con oxigenación dependiente de los pulmones, y no de la placenta). Otras, sin embargo, no se manifiestan hasta la edad adulta (p. ej.: la coartación de aorta o la comunicación interauricular (CIA)). 
Las cardiopatías más frecuentes son la comunicación interventricular (CIV) con un 18-20 % del total, la comunicación interauricular (CIA) 5-8 % y el  ductus arterioso persistente (PCA) en un 5-10 %. Estas son las llamadas cardiopatías acianóticas porque no producen cianosis o color azulado de la piel y se asocian con flujo pulmonar aumentado, insuficiencia cardíaca, desnutrición e infecciones respiratorias a repetición. Dentro de las cardiopatías congénitas cianóticas, la más frecuente es la tetralogía de Fallot (TF) que es responsable de entre un 5 y un 10 % de todos los defectos cardíacos. 
Se han logrado notables avances en el diagnóstico y tratamiento de las cardiopatías congénitas, que han permitido prolongar la vida de muchos niños. La mayoría de ellas son susceptibles de una reparación quirúrgica que va seguida de buenos resultados.

## Etiología
La causa de las cardiopatías congénitas pueden ser genéticas o alguna alteración ambiental que influye en el desarrollo de los órganos, entre estas últimas se puede citar la infección por el virus de la rubeola durante el embarazo, el consumo de alcohol por la madre, la diabetes materna y ciertos fármacos tomados durante el embarazo como la hidantoína, sales de litio y talidomida. En muchas ocasiones no se detecta la causa que ha originado el mal.

## Clasificación

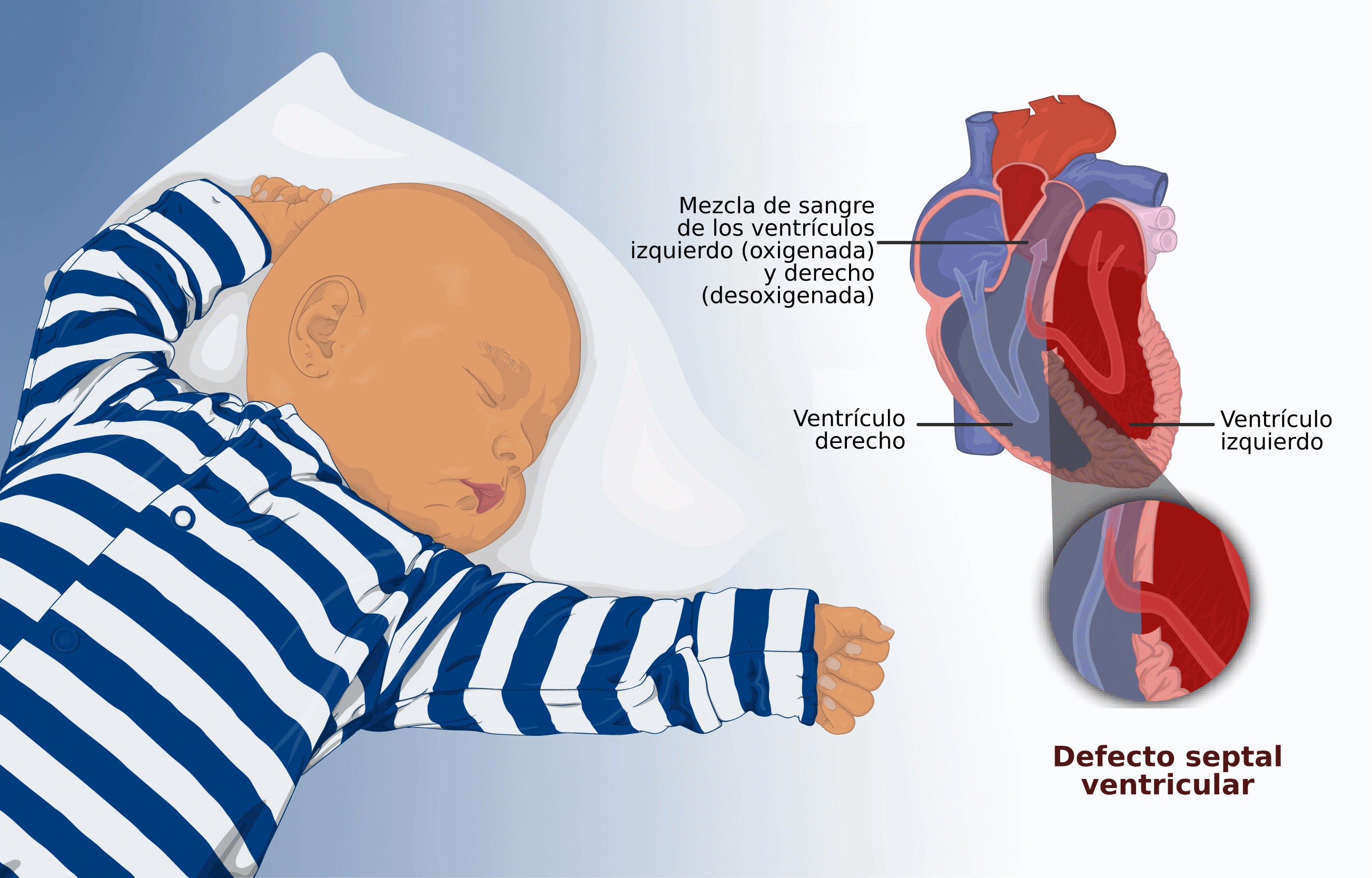
Representación de un niño con una cardiopatía congénita. Se ha ilustrado la comunicación interventricular.

- Malformaciones congénitas de las cámaras cardiacas y sus conexiones
  - Transposición de los grandes vasos
  - Truncus arteriosus persistente[7]
- Malformaciones del septo cardiaco
  - Comunicación interauricular
  - Comunicación interventricular
  - Tetralogía de Fallot
- Malformaciones de la válvula pulmonar y tricúspide
  - Atresia pulmonar
  - Atresia tricuspídea
  - Anomalía de Ebstein
- Malformaciones de la válvula aórtica y mitral
- Otras malformaciones congénitas del corazón
  - Dextrocardia
- Malformaciones congénitas de las grandes arterias
  - Coartación de aorta
  - Ductus arterioso persistente
  - Origen anómalo de la coronaria izquierda en la arteria pulmonar
- Malformaciones congénitas de las grandes venas
  - Síndrome de la cimitarra

- Otras malformaciones congénitas del sistema circulatorio

## Enfermedades asociadas
La mayoría de las cardiopatías congénitas no tienen otros defectos asociados, pero existen síndromes cromosómicos y genéticos en los que las cardiopatías congénitas son una parte de un trastorno más complejo. Entre estas encontramos:
- Síndrome de Down: Entre un 40 a 50 % de los niños presentan cardiopatía, entre estas tenemos; comunicación interventricular, comunicación interauricular, ductus arterioso persistente y la tetralogía de Fallot.
- Síndrome de Marfan: Prolapso de la válvula mitral, disección aórtica, aneurisma aórtico.
- Síndrome de Turner: Coartación de la aorta, válvula aórtica bicúspide, ductus arterioso persistente, estenosis de la válvula pulmonar.
- Síndrome de Patau (trisomia 13): Dextrocardia, comunicación interventricular, comunicación interauricular, conducto arterioso persistente.
- Síndrome de Noonan: Entre un 50 y 80 % de los pacientes presentan cardiopatías, entre estas están; estenosis valvular pulmonar con displasia valvular, miocardiopatia mipertrófica y menos frecuentes la comunicación interauricular, comunicación interventricular, estenosis pulmonar, tetralogía de Fallot y coartación aórtica.
- Síndrome de DiGeorge: Coartación aórtica, tetralogía de Fallot.

## Cuadro clínico general
Los síntomas dependen de la afección específica. Pueden no ser obvios en el momento del nacimiento, algunas alteraciones como la coartación de la aorta pueden no causar problemas durante muchos años. Las personas con una comunicación interventricular (CIV) pequeña, pueden no manifestar ningún síntoma y tener actividad física normal. Algunos de los síntomas más importantes son:
- Cianosis persistente agravada con el esfuerzo.
- Soplo cardíaco, según el defecto presente.
- Síncopes.
- Insuficiencia cardíaca congestiva.
- Cansancio con el esfuerzo (cuando llora, succiona y se agita).
- Disminución de los niveles de oxígeno en sangre.

Cuando existe cortocircuito (Shunt) izquierda-derecha los síntomas principales son infecciones pulmonares, hipertensión pulmonar y síndrome de Eisenmenger. En cambio si existe cortocircuito (Shunt) derecha-izquierda, predomina la poliglobulia y las crisis de hipoxia.

## Frecuencia por sexos
Algunas cardiopatías congénitas son más frecuentes en los varones, mientras otras son más frecuentes en las mujeres. Entre estos defectos tenemos el conducto arterioso persistente (1 ♂♂ : 2.72 ♀♀), enfermedad Lutembacher (1 ♂♂ : 2.1 ♀♀), y ostium secundum (1 ♂♂ : 1.84 ♀♀).
Las cardiopatías congénitas más frecuentes en los varones son: la estenosis aórtica (2.66 ♂♂ : 1♀♀), coartación de la aorta (2.14 ♂♂ : 1 ♀♀), transposición de grandes arterias (1.90 ♂♂ : 1 ♀♀), un total de conexión anómala de venas pulmonares (1.39 ♂♂ : 1 ♀♀), y la coartación de aorta con un canal arterial abierto (1.37 ♂♂ : 1 ♀♀).
Otros defectos congénitos del corazón ocurren aproximadamente con la misma frecuencia en ambos sexos. Entre ellos el ostium primum, comunicación auriculoventricular parcial y total, anomalía de Ebstein y atresia tricúspide.

## Teorías sobre el origen de las cardiopatías congénitas
Rokitansky (1875) explicó los defectos cardíacos congénitos, como interrupciones en el desarrollo del corazón en diversas etapas de la ontogenia. Spitzer (1923) los trata como vuelta a una etapa anterior de la filogénesis. Krimsky (1963), sintetiza los dos puntos de vista anteriores y considera las enfermedades congénitas del corazón como una interrupción del desarrollo del órgano en una fase determinada de la ontogénesis, que corresponde a una etapa de la filogénesis, es decir un periodo previo del proceso evolutivo.